# 武汉博物馆

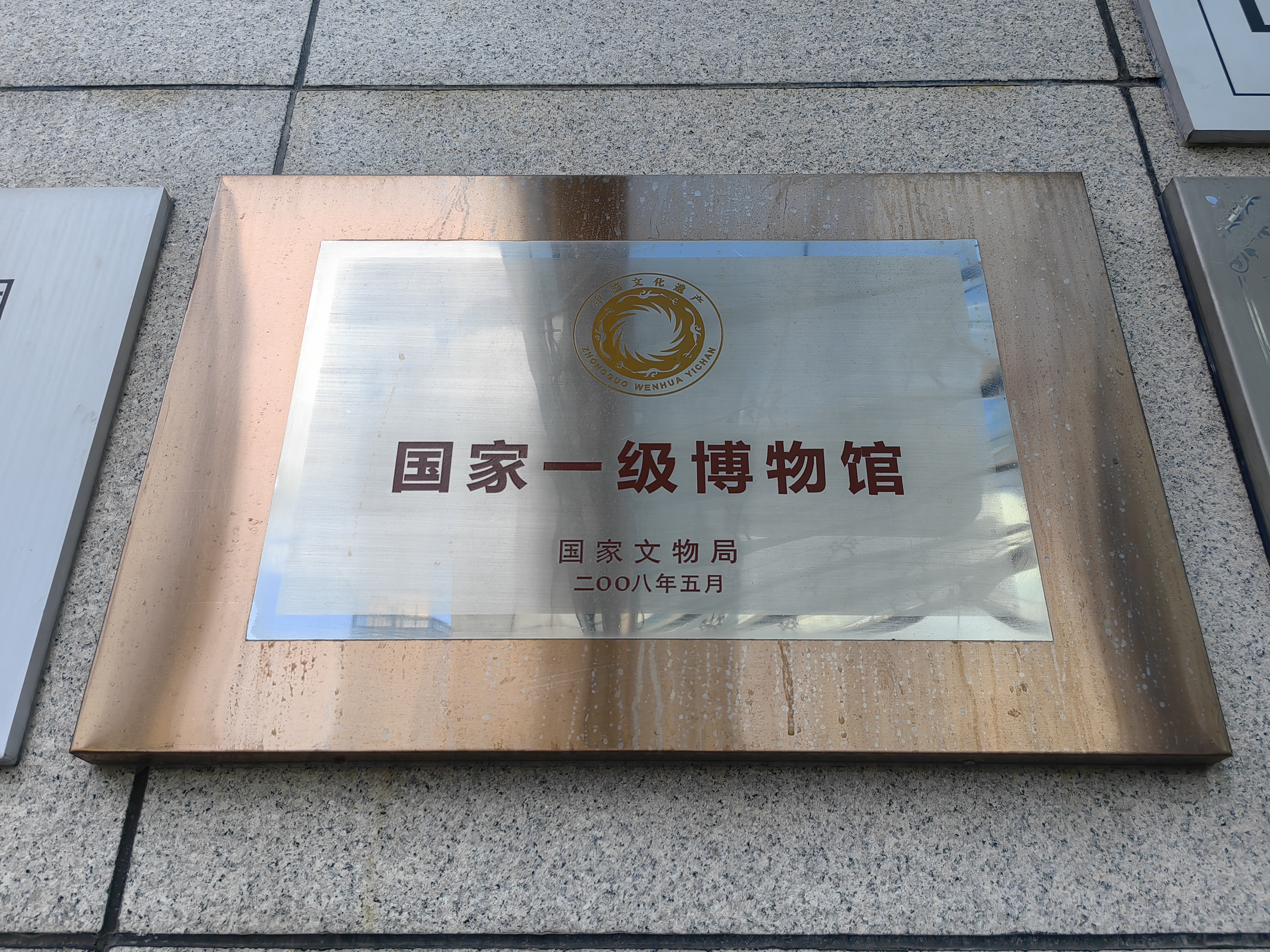
武汉博物馆的国家一级博物馆标志

武汉博物馆是以展示武汉地区历史文化为主的地志类综合性博物馆，位于中華人民共和國武漢市汉口區青年路373号，建筑面积17834平方米，展示面积6000平方米。2008年5月被评为首批国家一级博物馆。馆内基本陈列包括地方史陈列《武汉古代历史》、《武汉近现代历史》以及专题艺术陈列《历代文物珍藏》、《古代陶瓷艺术》和《明清书画艺术》。2005年被国家旅游局评定为中国国家4A级旅游景区。

## 馆史
武汉博物馆的筹建始于1984年7月，1986年12月定名，设于武昌农民运动讲习所旧址内，工作人员48人，在农讲所办公和举办陈列展览。1994年8月10日市政府决定在青年路建新馆，1998年成为市“九五计划”重点项目，12月10日奠基。建设工程由新纪公司负责，2000年12月39日建成。2000年12月进行机构改革，职员实行聘用制，刘庆平任馆长。馆内下设办公室、陈列部、保管部、总务部、保卫部、宣教部、经济开发部等机构。2001年初正式与农讲所、考古所分立。

## 基本陈列

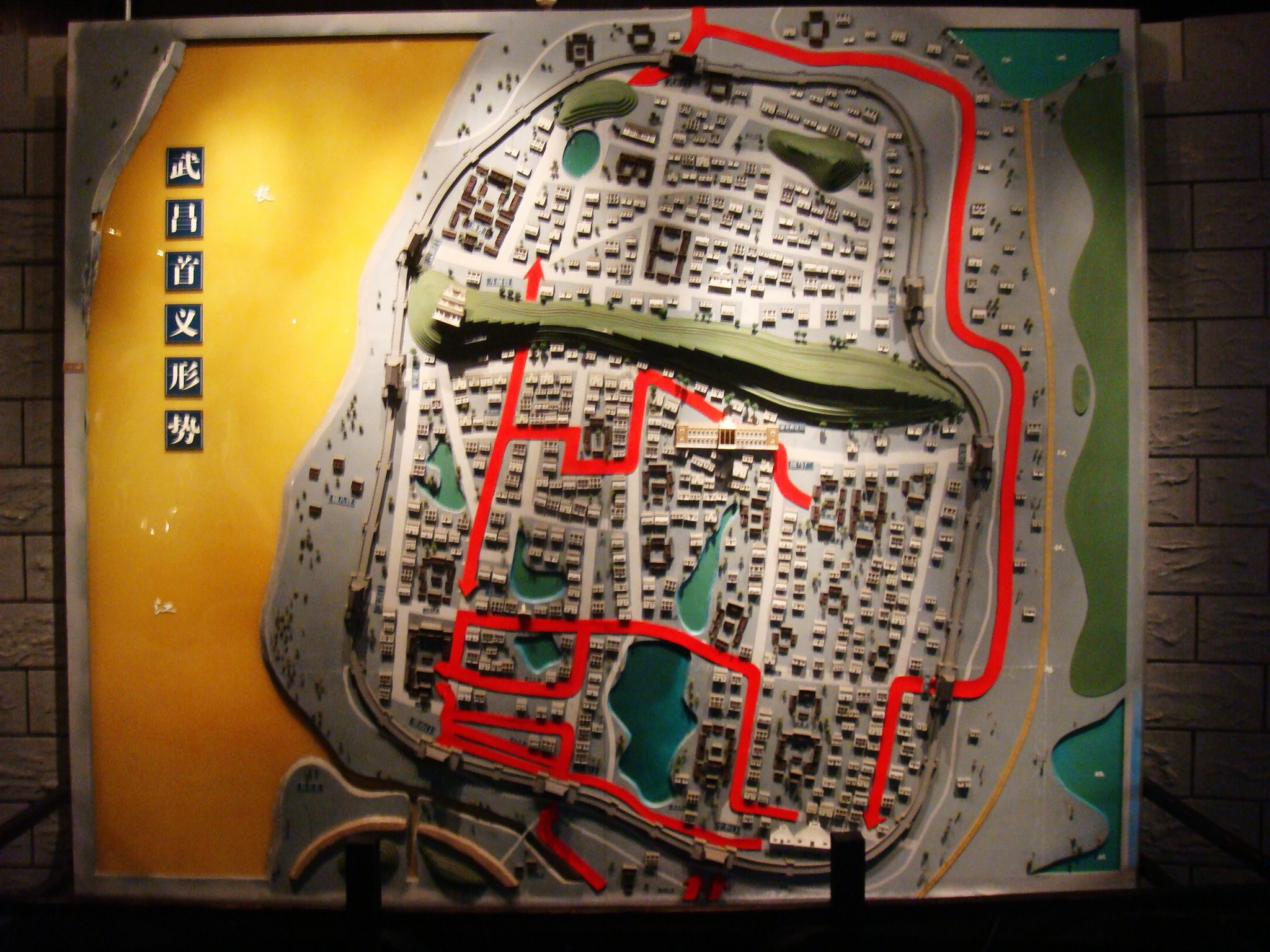
武汉近现代历史陈列，武昌首义形势模型。

基本陈列分为《武汉古代历史陈列》、《武汉近现代历史陈列》两部分，是博物馆展品的核心。《武汉古代历史陈列》有两个展厅。第一展厅较小，分为“序厅”、“江汉曙光”、“商风楚韵”几部分，展示武汉地区的新石器时期到夏商周时代的文化，展墙带有暗灰色石材纹饰。第二展厅面积较大，分“军事要津”、“水陆双城”、“九省通衢”三部分，展示秦始皇统一中国到1840年的历史，墙面以木质装饰为主。电脑动画、三维设计在该陈列中得到了运用。设计者对场景复原进行了一定研究，比如“三国吴墓”是按考古发掘报告进行复原。墓葬结构、墓葬砖纹饰得到复制，发掘的文物置入其中，设立成一个封闭的独立展区，还用抽湿机进行了防潮处理。《武汉古代历史陈列》总面积达1400平方米，展出文物1000多件。重要的展品有：武昌放鹰台遗址出土的生产生活用具，盘龙城遗址内外城及三座宫殿的模型，商周时期的兽面纹十字孔瓮、饕餮纹锥足鼎、青铜剑，三国吴墓复原、晋隋的青瓷、唐代的陶俑、宋元的陶瓷和金器，明弘治地藏菩萨铁坐像、永乐云龙纹石画等。
《武汉近现代历史陈列》为2009年新增，展现1848年林则徐武汉禁烟到1949年中国人民解放军进驻武汉的历史。该系列分“江汉潮起”、“华中都会”、“浴火重生”三部分，展厅面积近1000平方米，文物500多件，历史照片近千幅。“江汉潮起”主色调为冷灰色，展墙为仿石材质，展品有19世纪上半页“苏格兰”造铣床、“民国元年”景泰蓝盖盒等。张之洞任总督期间武汉的军事、文教方面的发展是重点展示内容。“华中都会”主色调为褐色，欧式装饰，文物200多件，展示了武汉早期共产主义运动、国民革命军北伐以及20世纪30年代市政建设和社会文化的变迁。20世纪30年代市政建设复原街景选取了武汉电信局、西式咖啡厅、老凤祥银楼、谦祥益绸布店等代表性内容，描绘出武汉当时的商业市政景观。“浴火重生”采用暖色调，文物百余件，反映了从抗日战争到中华人民共和国建立的历史，

## 专题陈列

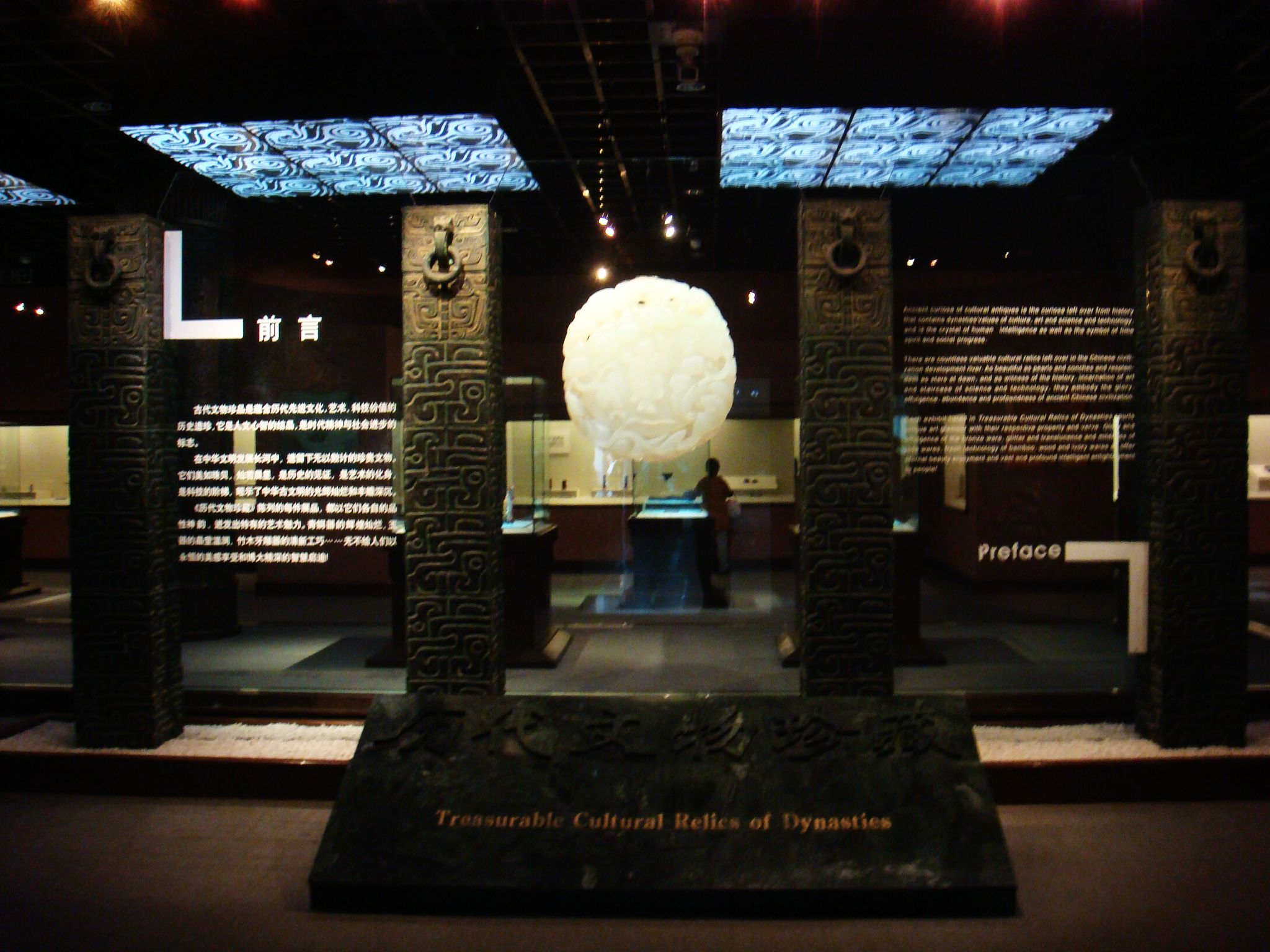
历代文物珍藏陈列内景。

《历代文物珍藏陈列》分为“辉煌灿烂的青铜器”、“晶莹温润的玉器”、“清新工巧的竹木牙雕”、“朴实精细的砚台”、“跌宕多姿的印章艺术”、“精巧秀逸的鼻烟壶”、“瑰丽斑斓的珐琅”七个部分。展厅面积700平方米，展品300多件。青铜器馆藏中有黄陂区盘龙城遗址商兽面纹十字孔青铜瓮等出土文物、以及西周曾伯鼎等传世文物。玉器馆藏中以清乾隆时期的一批宫廷玉器最具价值，有白玉福寿纹葫芦壶、白玉双凤交颈壶、白玉人物船、碧玉香薰等。竹木牙雕的存世之作多属明清时期，展品有笔筒、香筒、人物雕刻等。砚台艺术集书法、绘画、雕刻艺术于一身，代表藏品有宋抄手澄泥砚等。印章展品包括汉代的铜印、“晋蛮夷归义侯”蛇钮金印、宋狮钮瓷印、清螭钮田黄印等，以及张廷济、吴昌硕、陈鸿寿、陈半丁等人的作品。鼻烟壶展品种类繁多，以内画鼻烟壶最具价值，包括叶仲山、周乐元、马少宣、阎玉田等晚清名家的作品。珐琅藏品有掐丝珐琅、錾胎珐琅、画珐琅等品种，主要是清代的作品。
《古代陶瓷艺术》分“源远流长的陶器艺术”、“莹润如玉的单色釉瓷”、“五彩缤纷的彩瓷艺术”、“清新幽靓的青花瓷艺术”四个部分。所有展区均以时间为序，代表性展品有江夏区湖泗窑遗址的宋湖泗窑青白釉瓜棱执壶、定窑白釉弦纹炉、元青花四爱图梅瓶、明万历五彩人物盘、清金地珐琅彩缠枝莲纹佛塔等。青花瓷是武汉博物馆馆藏瓷器的重点，故而独立成一单元，以元明清三代的青花瓷为主。其中元青花四爱图梅瓶经国家文物鉴定委员会专家评定为国宝级文物，是博物馆的镇馆之宝。
《明清书画艺术》分“明代绘画”、“清代绘画”、“明清书法”三部分。收藏书画2000多件，其中中国国家文物局中国古代书画鉴定组所编《中国古代书画图录》收录的作品有237件。该陈列展厅面积400平方米，有近80幅展出书画。“明代绘画”主要展示明代中晚期作品，其中青绿山水画《江汉揽胜图》真实记录了明中期武汉地区的风物。其他馆藏还有吴伟、郭诩、文徵明、董其昌、仇英、陈洪绶等人的作品。“清代绘画”以文人画为主，除了四王、石涛、扬州画派和海上画派的作品，还有周璕的《九歌图册》这样的地方性精品。“明清书法”则收入了祝允明、文徵明、刘墉、郑燮、邓石如等名家的作品。

## 藏品图片

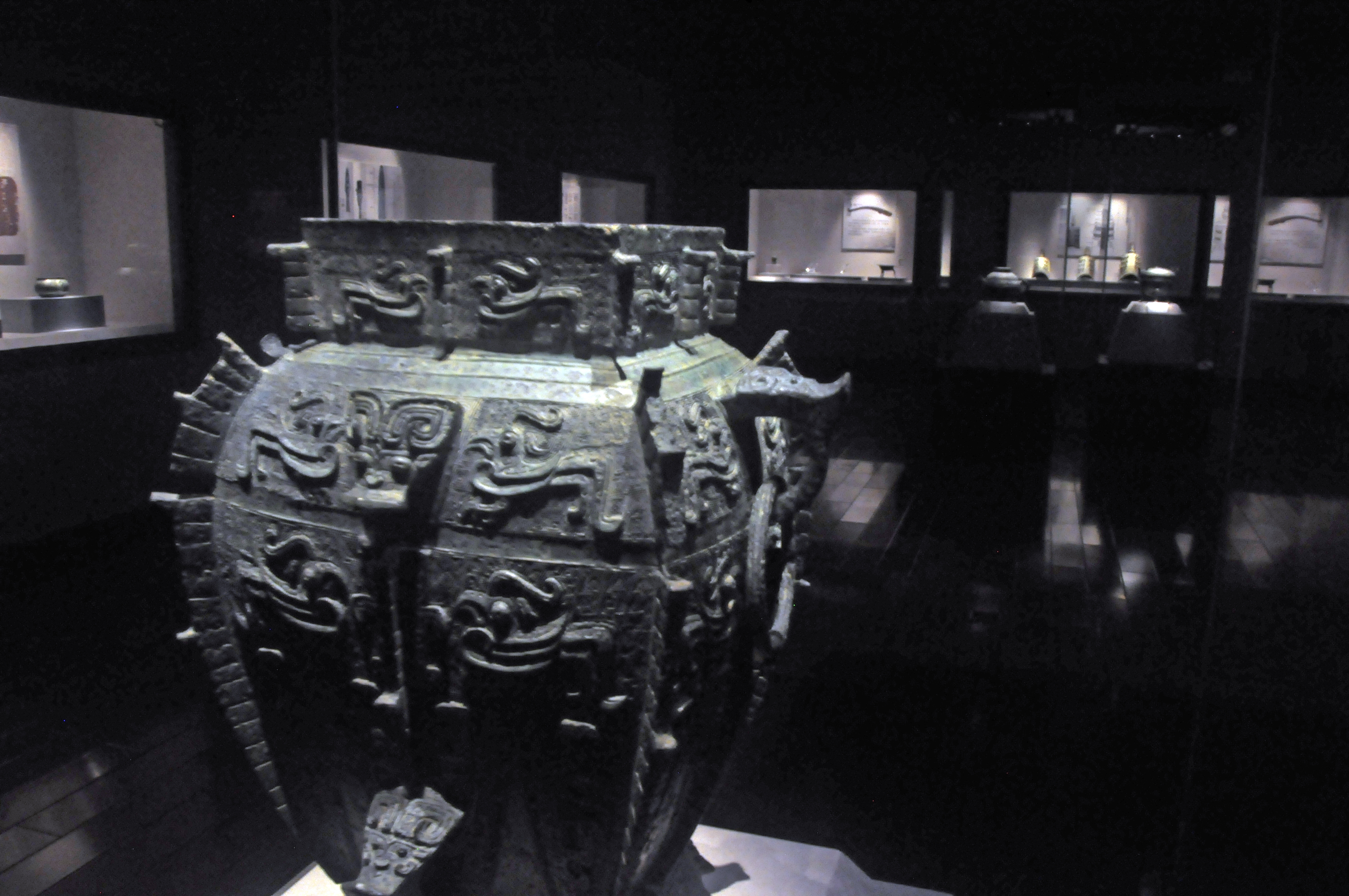
凤纹方罍及展厅
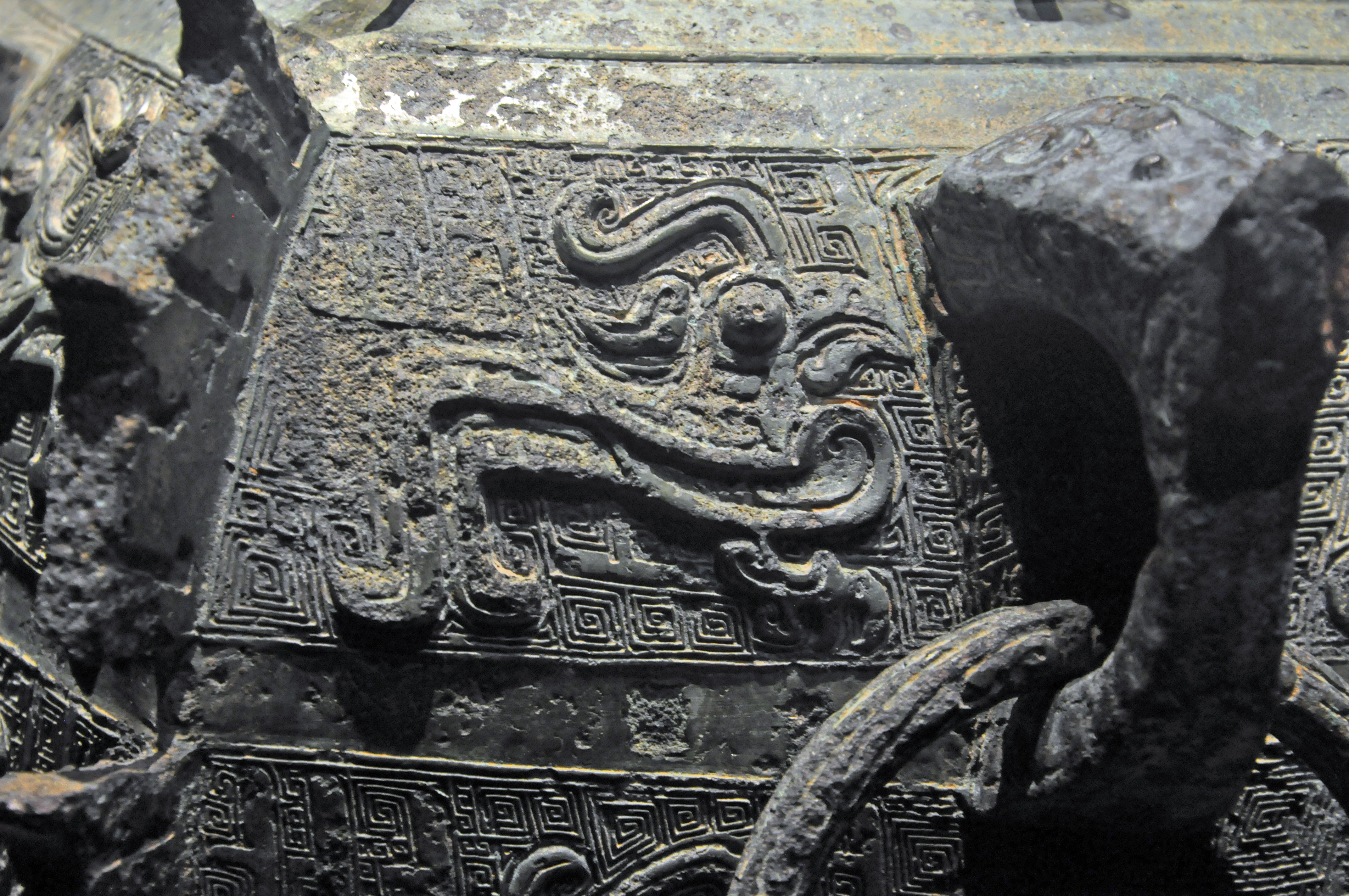
凤纹方罍细部
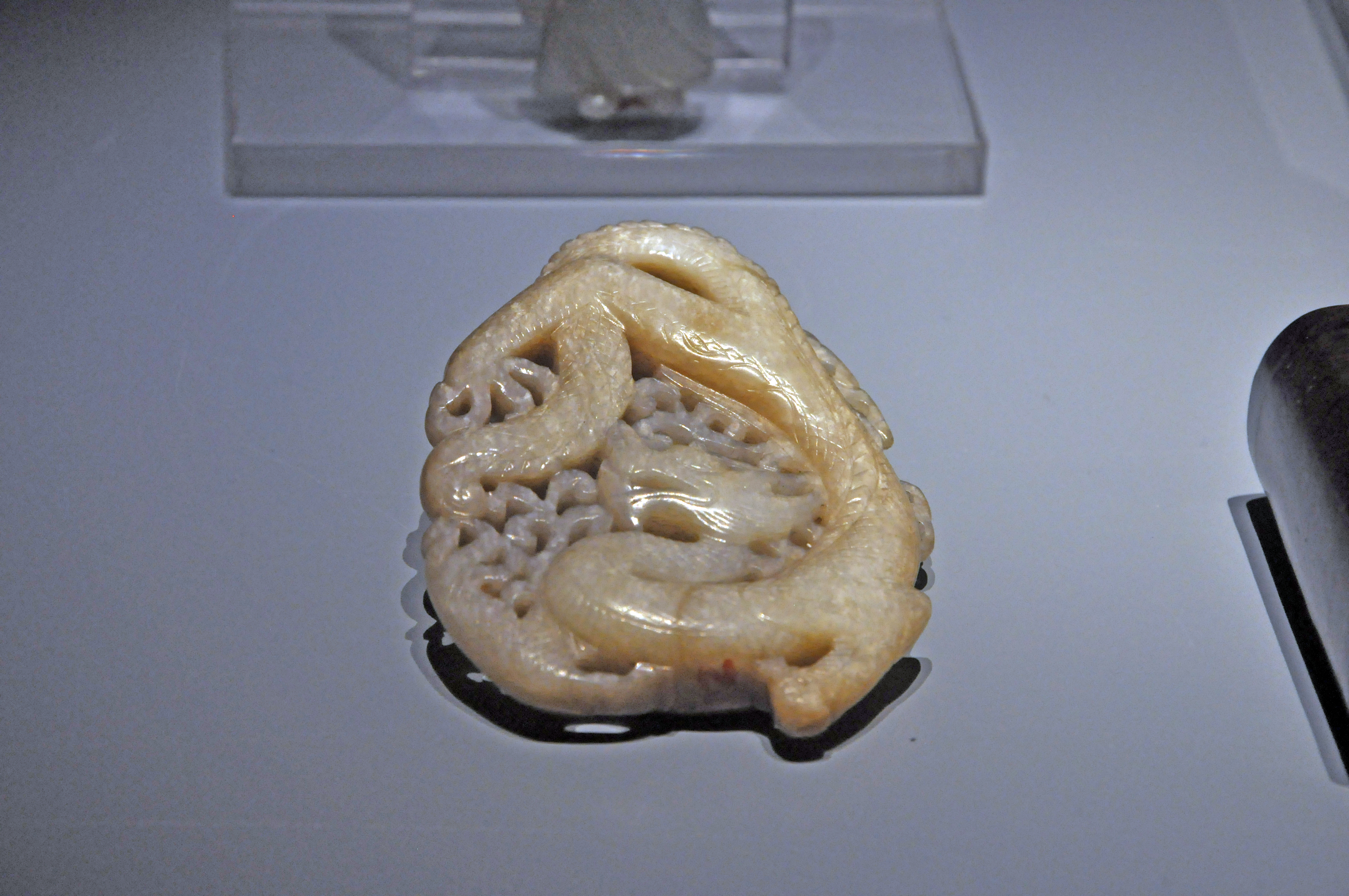
唐代龙纹玉佩
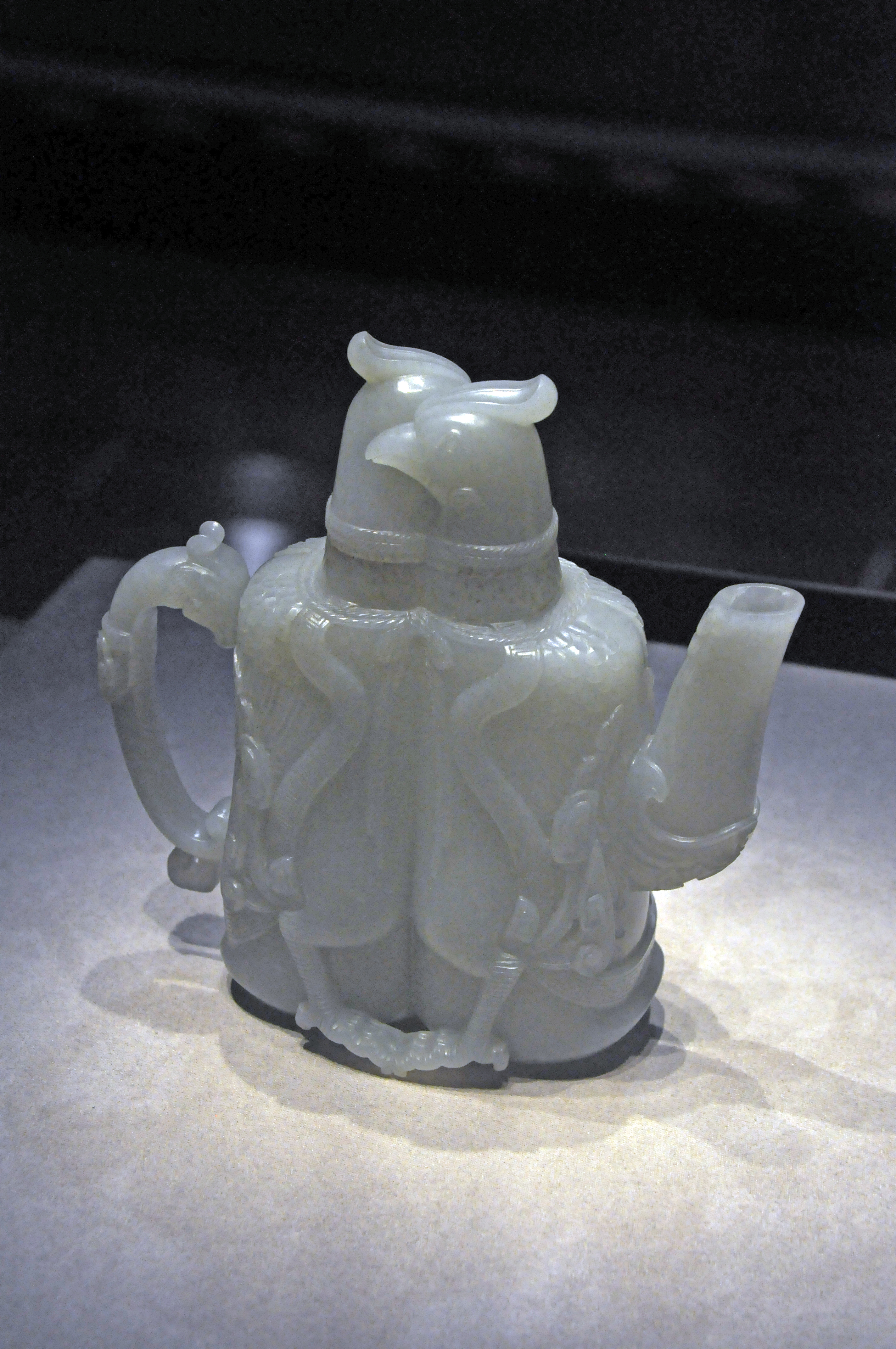
“乾隆”款青玉双凤交颈壶
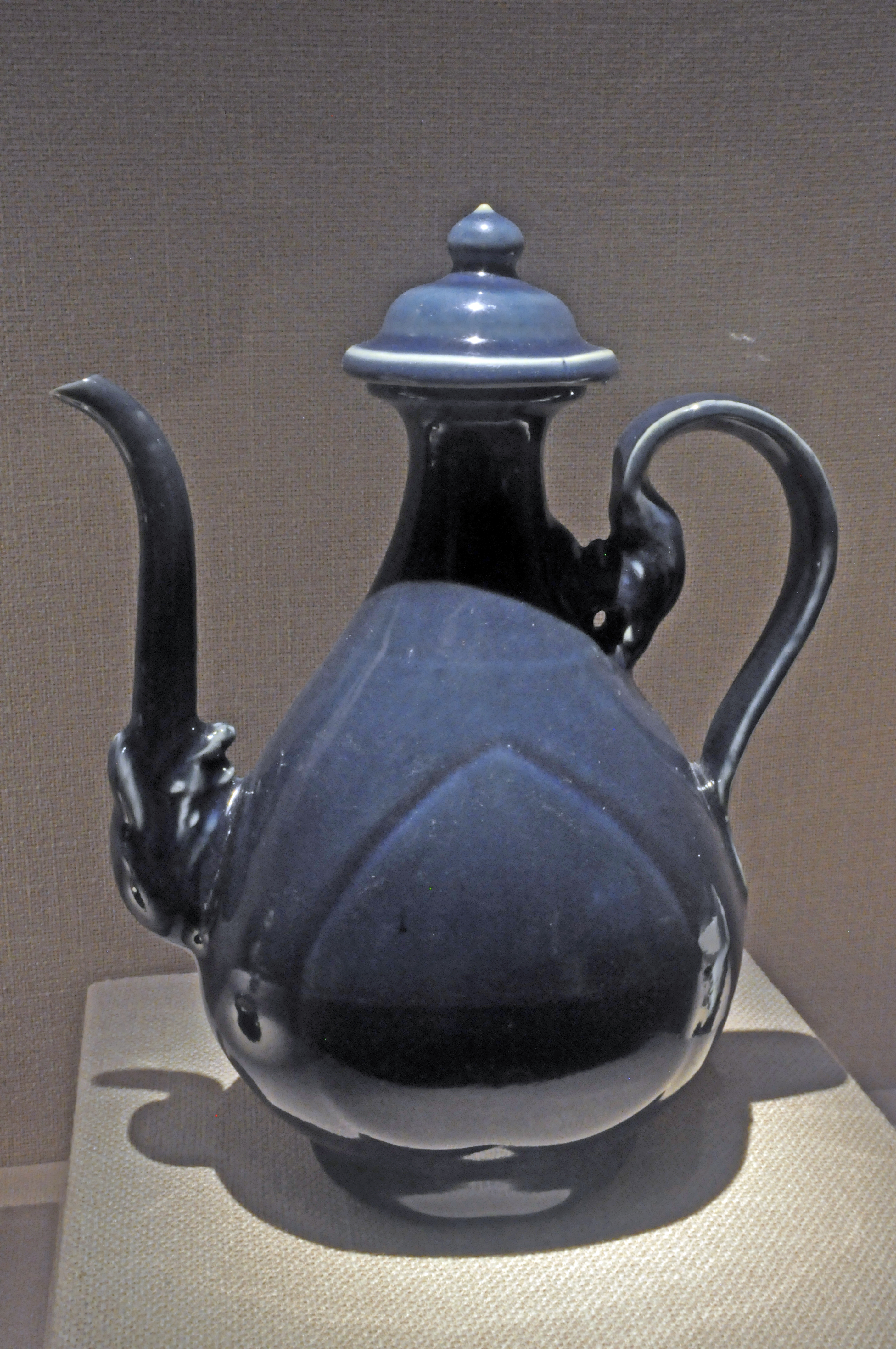
蓝釉描金鸡心执壶
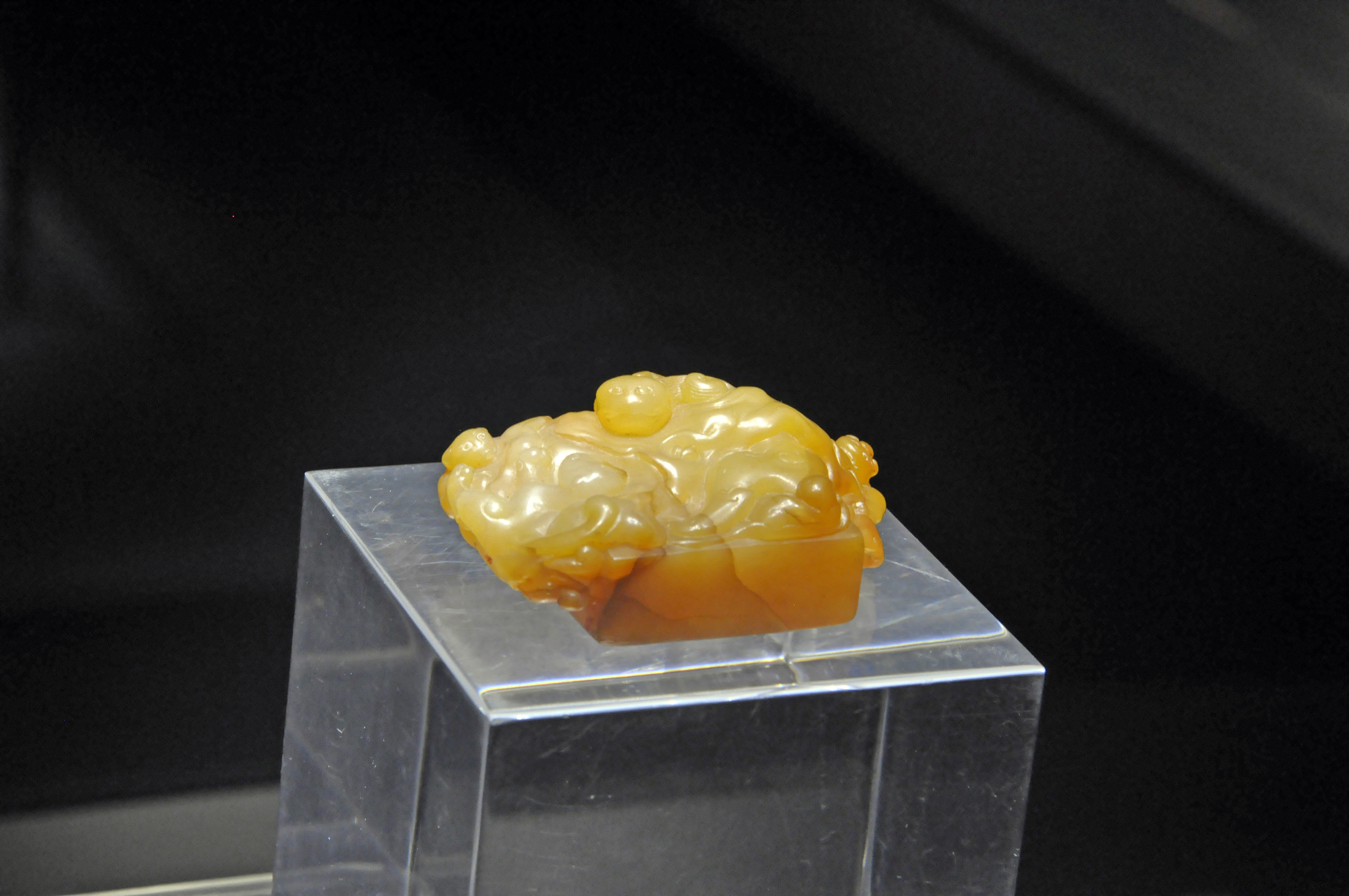
螭纽田黄印
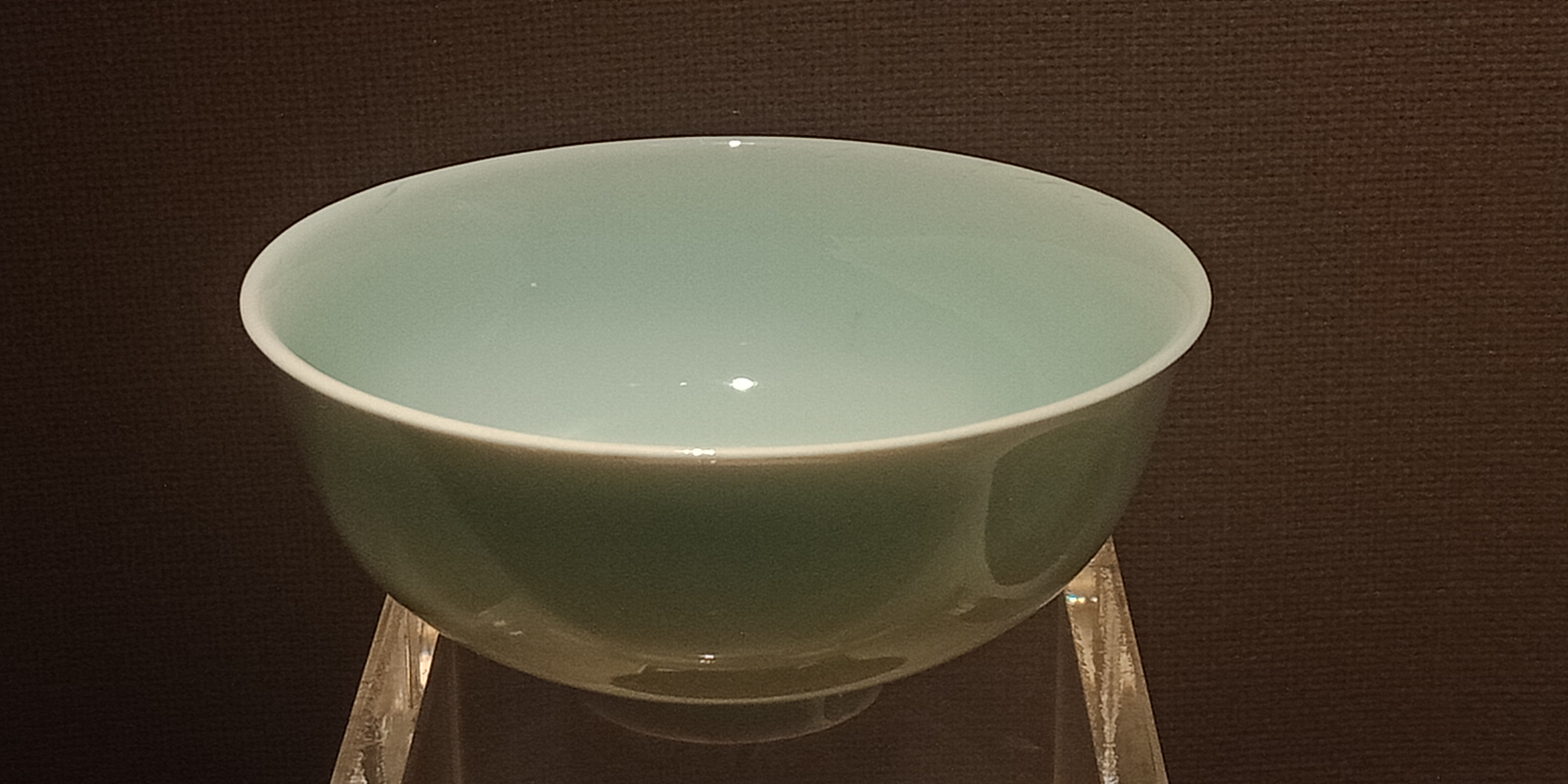
龙泉青瓷碗
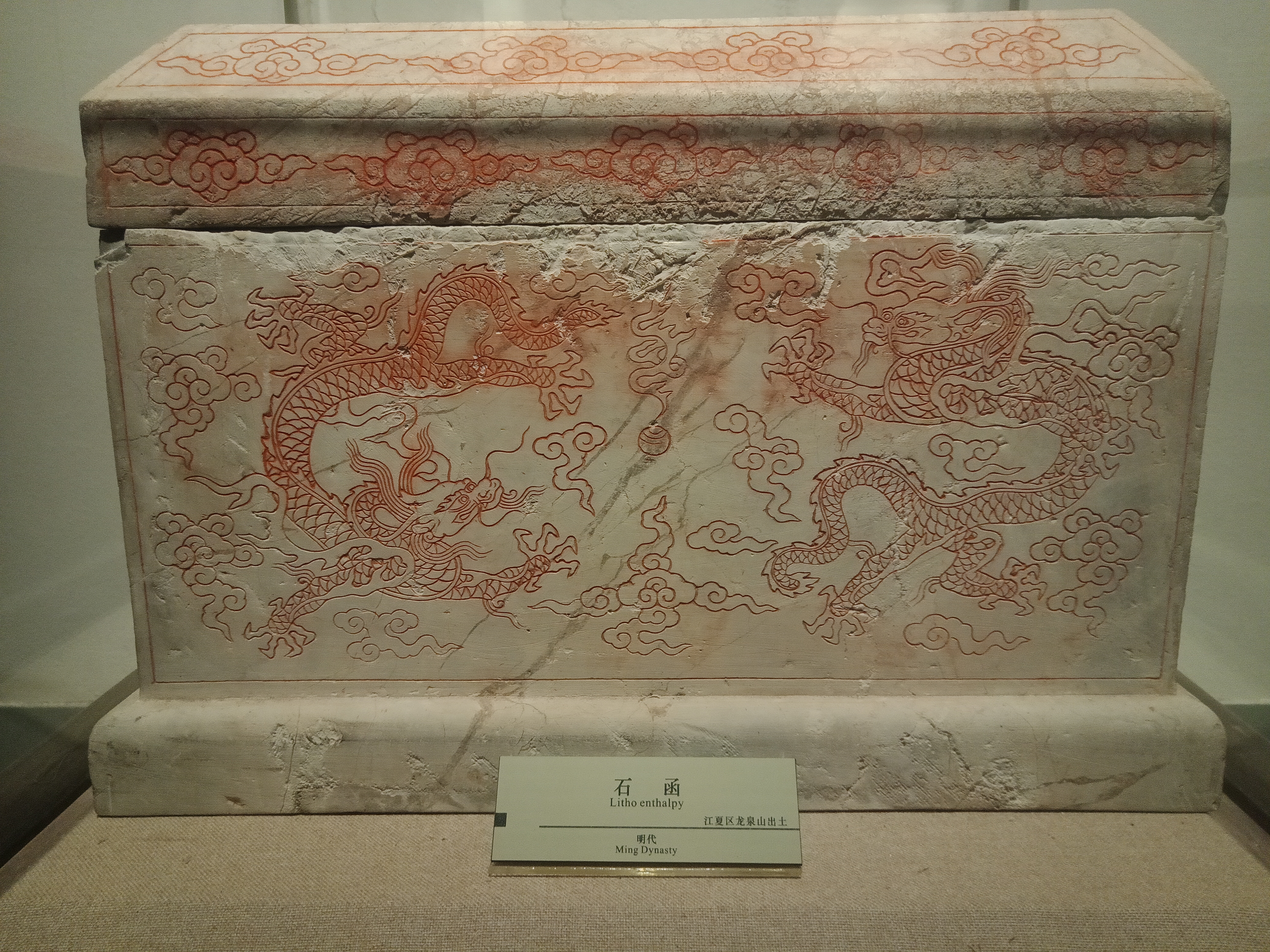
明楚昭王墓出土石函
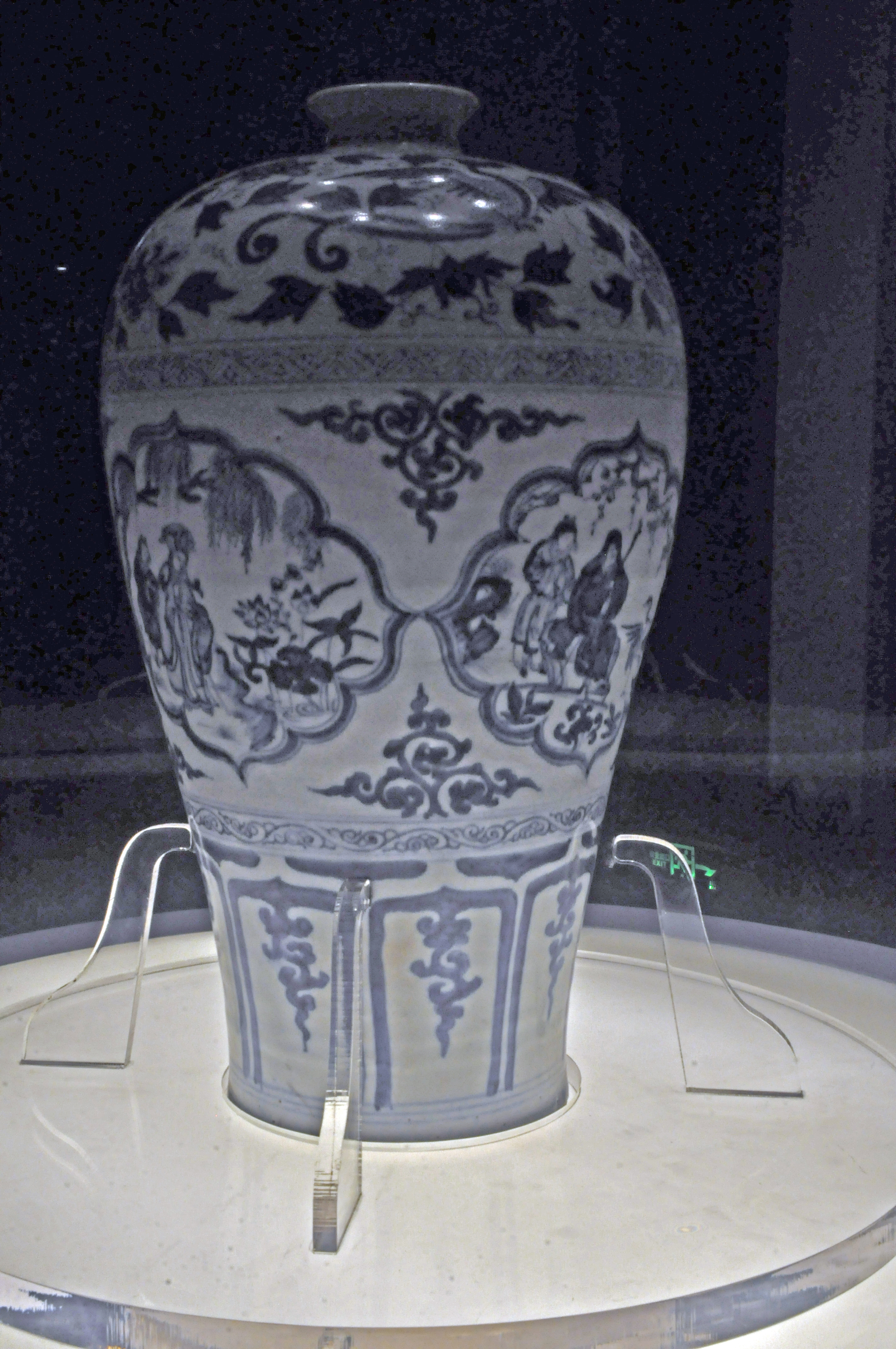
元青花“四爱图”梅瓶（武汉市博）